# (25473) 1999 XJ38
1999 أكس جاي 38 (ويعرف أيضًا باسم (25473) 1999 أكس جاي 38 وفق تسمية الكوكب الصغير) (بالإنجليزية: 1999 XJ38)‏ هو كويكب ضمن حزام الكويكبات؛ وترتيبه 25473 من حيث الاكتشاف.
اكتُشف هذا الجُرم الفلكي بواسطة Nobuhiro Kawasato ‏ في 3 ديسمبر 1999.

## وصلات خارجية
- (25473) 1999 XJ38 في قاعدة بيانات مختبر الدفع النفاث لأجرام النظام الشمسي الصغيرة

- الاكتشاف · مخطط المدار ·  العناصر المدارية · المعلمات المادية

- (25473) 1999 XJ38 على موقع ويكي سكاي: DSS2, SDSS, GALEX, IRAS, Hydrogen α, X-Ray, Astrophoto, Sky Map, Articles and images